# Bradley Stoke
Bradley Stoke est une ville anglaise située dans l'autorité unitaire du South Gloucestershire. La ville est à 10 kilomètres au nord-est de Bristol.

## Source de la traduction
- (en) Cet article est partiellement ou en totalité issu de l’article de Wikipédia en anglais intitulé « Bradley Stoke » (voir la liste des auteurs).